# Під'язикова залоза
Під'язикова залоза — складна розгалужена альвеолярно-трубчаста залоза, яка виділяє слизово-білковий секрет. На відміну від привушної і піднижньощелепної залоз, сполучнотканинна капсула навколо під'язикової слинної залози не чітка.
Розміщується під слизовою оболонкою нижньої стінки ротової порожнини, на верхній поверхні щелепнопід'язикового м'яза і складається з кількох часток. Залоза невелика за розміром — близько 5 г. Від часток відходять міжчасткові протоки, що зливаються в 10-15 малих під'язикових проток, які самостійно відкриваються вздовж під'язикової складки у власне ротову порожнину або з'єднуються й утворюють велику під'язикову протоку, що відкривається самостійно на під'язиковому сосочку.
У ній є кінцеві секреторні відділи трьох типів:

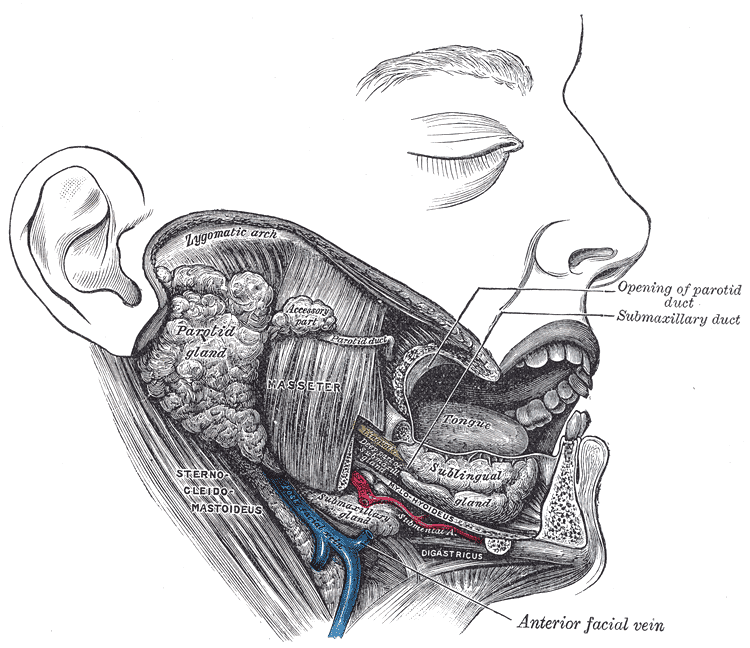

- змішані
- білкові
- слизові

## Змішані
Змішані ацинуси становлять переважну більшість паренхіми залози. За будовою вони нагадують аналогічні структурні компоненти піднижньощелепної слинної залози: у центрі ацинусів розташовані мукоцити, на периферії — білкові півмісяці в оточенні міоепітеліальних клітин і базальної мембрани. Білкові півмісяці в під'язиковій слинній залозі виражені дуже добре і містять мукосероцити — клітини, які крім білкового секрету можуть виробляти слиз.

## Білкові
Білкові ацинуси під'язикової слинної залози становлять незначну частину її паренхіми і за будовою не відрізняються від аналогічних структур білкових ацинусів привушної та піднижньощелепної слинних залоз.

## Слизові
Слизові ацинуси складаються із мукоцитів, до базальної частини яких прилягають міоепіталіальні клітини. Зовні слизовий ацинус оточений базальною мембраною. У складі під'язикової слинної залози слизових ацинусів менше, ніж змішаних, але більше ніж білкових.